# زي للمشاريع الترفيهية
زي للمشاريع الترفيهية (بالإنجليزية: Zee Entertainment Enterprises) هي ثاني أكبر شركة إعلامية ترفيهية هندية مقرها في مومباي، ماهاراشترا وهي إحدى الشركات التابعة لمجموعة إيسيل. رئيس مجلس إدارة الشركة، العضو المنتدب والمؤسس هو سوبهاش تشاندرا والرئيس التنفيذي هو بونيت غوينكا. من خلال وجودها القوي في جميع أنحاء العالم، تقوم زي بالترفيه عن أكثر من 730 مليون مشاهد عبر 169 دولة.

## تاريخ

شعار زي القديم

تأسست الشركة في 15 ديسمبر 1991 وكانت تعرف سابقا باسم زي تيليفيلمز حتى عام 2006 حيث أعيد تسميتها وتقسيمها إلى وحدات أصغر. وهي تمتلك حاليا العشرات من القنوات التلفزيونية المختلفة، شركة كابل تدعى سيتي كابل، شركة تسجيلات تدعى تسجيلات زي، شركة إنتاج والعديد من الأعمال والمشروعات الأخرى. كما وسعت عملياتها في الخارج مع العديد من قنواتها المتوفرة في المملكة المتحدة والولايات المتحدة فضلا عن أفريقيا وآسيا.
في عام 2002 حصلت زي للمشاريع الترفيهية على حصة الأغلبية (51%) في شركات أي تي سي. وفي نوفمبر 2006 حصلت على نسبة (50%) في تلفزيون تاج (تي أي ان الرياضية) وفي فبراير 2010 امتلكت حصة إضافية (95%) في تي أي ان الرياضية.

## القنوات
زي للمشاريع الترفيهية تدير حاليا القنوات التالية:
| القناة                | السنة | التفاصيل                                                           |
| --------------------- | ----- | ------------------------------------------------------------------ |
| زي تي في              | 1992  | قناة هندية ترفيهية عامة والمحطة الرئيسية                           |
| زي سينما              | 1995  | قناة للأفلام الهندية                                               |
| زينغ                  | 2009  | قناة هندية موسيقية                                                 |
| زي كلاسيك             | 2005  | قناة للأفلام الهندية الكلاسيكية                                    |
| And Pictures          | 2015  | قناة شبابية للأفلام الهندية                                        |
| اند تي في             | 2015  | قناة هندية ترفيهية عامة                                            |
| زي أنمول              | 2013  | قناة هندية ترفيهية عامة                                            |
| Zee Smile             | 2004  | قناة هندية كوميدية                                                 |
| Zee Jagran            | 2005  | قناة هندية دينية                                                   |
| زي كافيه              | 2000  | قناة إنكليزية ترفيهية عامة                                         |
| زي ستوديو             | 2005  | قناة للأفلام الإنجليزية                                            |
| زي أفلام              | 2008  | قناة للأفلام الهندية مع ترجمة ودبلجة عربية                         |
| زي ألوان              | 2012  | قناة ترفيهية عامة، تعرض المسلسلات والبرامج الهندية مدبلجة بالعربية |
| Zee Living ‏           | 2007  | قناة أمريكية مهتمة بالصحة والطبخ والرياضة                          |
| زي تيلوغو             | 2004  | قناة تيلوغوية ترفيهية عامة                                         |
| Zee France            | 2005  | قناة فرنسية ترفيهية عامة                                           |
| زي ماجيك              | 2015  | قناة فرنسية ترفيهية عامة                                           |
| Zee Bangla            | 1999  | قناة بنغالية ترفيهية عامة                                          |
| Zee Bangla Cinema     | 2012  | قناة للأفلام البنغالية                                             |
| Zee Kannada           | 2006  | قناة كنادية ترفيهية عامة                                           |
| Zee Marathi           | 1999  | قناة ماراثية ترفيهية عامة                                          |
| Zee Talkies           | 2007  | قناة للأفلام الماراثية                                             |
| Zee Punjabi           | 2020  | قناة بنجابية ترفيهية عامة                                          |
| Zee Tamil             | 2008  | قناة تاميلية ترفيهية عامة                                          |
| Zee ETC Bollywood     | 1999  | قناة هندية موسيقية                                                 |
| Zee Variasi           | 2006  | قناة ماليزية ترفيهية عامة                                          |
| زي تي في              | 1992  | قناة اندونيسية مخصصة للأفلام الهندية                               |
| زي للمشاريع الترفيهية | 1992  | قناة تايلندية مخصصة للأفلام الهندية                                |
| زي تي في              | 1993  | قناة فرنسية مخصصة للأفلام الهندية                                  |
| 9 إكس                 | 2007  | قناة هندية ترفيهية عامة                                            |
| زي ك                  | 2010  | قناة تعليمية ترفيهية للأطفال                                       |
| Zee Khana Khazana     | 2010  | قناة هندية-إنكليزية للطبخ                                          |
| Zindagi               | 2014  | قناة ترفيهية مخصصة للمسلسلات التلفزيونية                           |
| Zee Salaam            | 2010  | قناة أوردية ثقافية ترفيهية                                         |
| TEN Sports            | 20xx  | قناة رياضية عامة                                                   |
| TEN Action            | 20xx  | قناة رياضية مخصصة لكرة القدم                                       |
| TEN Cricket           | 20xx  | قناة رياضية مخصصة للكريكيت                                         |
| TEN Golf              | 20xx  | قناة رياضية مخصصة للغولف                                           |

قنوات سابقة:
| القناة          | التفاصيل                                 |
| --------------- | ---------------------------------------- |
| Zee Trendz      | قناة إنجليزية للأزياء والموضة            |
| Zee ETC Punjabi | قناة بنجابية ترفيهية عامة                |
| زي عربية        | قناة عربية ترفيهية عامة                  |
| زي فيلم هندي    | قناة للأفلام الهندية مع ترجمة عربية      |
| زي بلس          | قناة عربية ترفيهية عامة باللهجة العراقية |

## زي أخبار المحدودة
زي أخبار المحدودة (ZNL) هي شركة إعلامية وترفيهية وجزء من مجموعة إيسيل. وقد إنقسمت عن زي تيليفيلمز في 31 مارس 2006 وهي تدير حاليا القنوات التالية:
| القناة         | التفاصيل              |
| -------------- | --------------------- |
| زي نيوز        | قناة هندية إخبارية    |
| Zee Business   | قناة هندية إقتصادية   |
| Zee 24 Gantalu | قناة تيلوغوية إخبارية |
| Zee 24 Taas    | قناة ماراثية إخبارية  |
| 24 Ghanta      | قناة بنغالية إخبارية  |
| Zee Kalinga    | قناة أوريا إخبارية    |

### إنتاج الأفلام
في عام 2008 تم إطلاق زي موشن بيكتشرز وهي شركة تابعة لشبكة زي للمشاريع الترفيهية تركز على تطوير، إنتاج، توزيع وتسويق الأفلام باللغة الهندية بالإضافة إلى سبع لغات محلية أخرى وهي الماراثية، البنغالية، التيلوغوية، الكنادية والتاميلية، الفرنسية، الإنجليزية.

## وصلات خارجية
- الموقع الرسمي
- الموقع الرسمي لتلفزيون زي (الولايات المتحدة)
- زي للمشاريع الترفيهية على موقع IMDb (الإنجليزية)